# Diophantosz

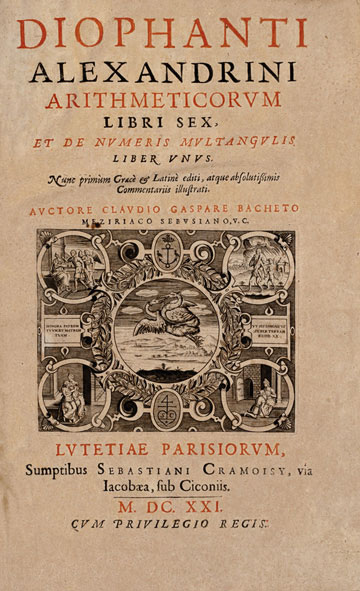
Az Aritmetika hatodik könyve (az első, 1621-es latin nyelvű kiadás címlapja)

Diophantosz (200 – 284 vagy 214 – 298 körül) egyiptomi hellenisztikus matematikus.

## Élete
Alexandriából származott. Az ókori görög matematika utolsó nagy képviselőjeként korának híres problémamegoldója volt. Erre utal állítólagos sírfelirata is:
„Az istenek kegyelméből élete egyhatodát gyermekként töltötte. Eltelt életének még egytizenketted része, és kiserkent szakálla. További hetedrész múltán esküvői gyertyái égtek. Öt évvel a lakodalom után fia született, de ó, jaj! A későn született, gyenge gyermeket elragadta a kegyetlen sors, alighogy apja életének felét leélte. Gyászoló apja a számelméletben keresett vigaszt, ám négy év múlva az ő élete is véget ért.”
A szöveg alapján felírható egyenleteket megoldva Diophantosz 84 éves korában halt meg, míg fia 42 évesen.
Az olyan feladványokat kedvelte, amelyek megoldása egész szám, ezért az ilyeneket mindmáig diofantoszi egyenletnek nevezik.
Bár Diophantosz nem használt fejlett algebrai jelöléseket, ő volt az első, aki az ismeretlen mennyiséget szimbólummal jelölte. Ugyancsak ő volt az első, aki az „egyenlő” kifejezés helyett jelölést használt; ezzel megtette az első lépést a szóbeli feladványoktól a szimbolikus algebra felé.
Diophantosz műve évszázadokkal később is alapműnek számított, és nagy hatást gyakorolt a reneszánsz kori Európa tudósaira.
Pierre Fermat (1601–1665) az Aritmetika egyik példányának margóján tette meg később híressé vált sejtésének közlését, amit a szövegben lévő egyik gyakorlat ihletett. Ez három évszázadon át tartó kutatást indított el a matematikusok körében a számelmélet terén.

## AzAritmetika
Fő műve, az „Aritmetika” tizenhárom könyvéből csak hat maradt fenn görög nyelven, a Maximosz Planudész-féle scholionokkal.
További hét könyv arab fordításban maradt fent. Az első három könyv tartalma megegyezik a görög és az arab változatban, a többi eltér. Szakértők egyetértenek abban, hogy az arab változat őrzi az eredeti tartalmat, és a görög számozás szerinti 4-5-6. könyvek csupán kivonatok az eredeti 8-13. könyvekből.
A 13 kötetből napjainkra 10 maradt fent. Diophantosz mintegy 130 problémát tárgyal konkrétan, és ezek általános megoldási módszerét is levezeti. A mű az első- és másodfokú egyenleteket egy ismeretlennel tárgyalja. A negatív értékű vagy irracionális számot adó megoldásokat nem fogadta el.
Ránk maradt tőle még egy „Peri polügónon arithmón” című mű, valamint írt egy „Poriszmata” című tanulmányt is.